# Linda Harrison
Linda Melson Harrison, född 26 juli 1945 i Berlin, Maryland, är en amerikansk skådespelerska.

## Roller i urval
- 1966 – Läderlappen (TV-serie) (3 avsnitt)
- 1966 – Vår man på månen
- 1967 – Guide för gifta män
- 1968 – Apornas planet
- 1970 – Bortom apornas planet
- 1975 – Katastroflarm
- 1985 – Cocoon – djupets hemlighet
- 1988 – Cocoon – återkomsten
- 1995 – Wild Bill
- 2001 – Apornas planet (cameoroll)